# Хейл, Мейсон
Ме́йсон Э́ллсуорт Хейл (англ. Mason Ellsworth Hale, Jr., 1928—1990) — американский лихенолог, один из самых влиятельных и авторитетных лихенологов XX века.

## Биография
Мейсон Хейл родился 29 сентября 1928 года близ Уинстеда в штате Коннектикут в фермерской семье. В школе выучил латынь, греческий язык, и иврит. В 1946 году поступил в Йельский университет, желая изучать древние языки, однако не был принят на факультет и решил изучать биологию, выбрав ботанику. Вскоре стал ассистентом лихенолога и гепатиколога Александра Эванса, занимавшегося изучением кладоний. В 1950 году окончил Йельский университет, защитив работу по лихенофлоре Коннектикута. В 1951 году получил степень магистра в Висконсинском университете под руководством Джона Томпсона.
В 1952 году Мейсон женился на Беатрис Уайлд.
В 1953 году Хейл защитил диссертацию на соискание степени доктора философии в Уичитском университете, после чего в продолжение двух лет преподавал там в должности адъюнкт-профессора. В 1955 году перешёл в Университет Западной Виргинии, в 1957 году стал ассистентом куратора в департаменте ботаники Смитсоновского института. Овладел устным и письменным японским языком.
В конце 1950-х годов Хейл принялся за работу по упорядочиванию систематики и определению границ объёмного рода Пармелия.
Гербарий Мейсона и Беатрис Хейлов насчитывал свыше 80 тысяч образцов лишайников со всего мира.
Мейсон Эллсуорт Хейл скончался 23 апреля 1990 года в Арлингтоне (Виргиния) от почечно-клеточного рака.

## Некоторые публикации
Мейсон Хейл был автором около 190 научных публикаций. Среди них он выделил три:
- Hale, M.E. The biology of lichens. — London, 1967. — 176 p.
- Hale, M.E. A revision of the lichen family Thelotremataceae in Sri Lanka (англ.) // Bulletin of the British Museum, Natural History, Botany : journal. — 1981. — Vol. 8, no. 3. — P. 227—332.
- Hale, M.E. Lichens as bioindicators and monitors of air pollution in the Flat Tops Wilderness Area, Colorado. — Washington, D.C., 1982. — 80 p.

## Роды, названные в честь М. Хейла
- Halecania M.Mayrhofer, 1987
- Halegrapha Rivas Plata & Lücking, 2011
- Haleomyces D.Hawksw. & Essl., 1993
- Masonhalea Kärnefelt, 1977
- Melanohalea O.Blanco, A.Crespo, Divakar, Essl., D.Hawksw. & Lumbsch, 2004